# Bernardo Mota
Bernardo Mota (Lisboa, 14 de junho de 1971) é um tenista português. Representou seu país nos Jogos Olímpicos de Barcelona, Atlanta e Sydney e na Taça Davis desde 1991.
Fez parte da chamada "Geração de Ouro" do ténis português, sendo um dos denominados quatro mosqueteiros, a par de Nuno Marques, João Cunha e Silva, e Emanuel Couto.
Em 1992 tornou-se no primeiro português a ultrapassar a fase de qualificação do Estoril Open, perdendo no Quadro Principal com Cunha e Silva. No mesmo ano, por ocasião dos Jogos Olímpicos de Barcelona, deixou o mundo do ténis perplexo ao obrigar o croata Goran Ivanisevic, nº4 ATP e recente finalista de Wimbledon, a uma batalha de cinco sets.
Actualmente é treinador no Clube de Ténis de Carcavelos.
Obteve um título de ATP de duplas (Oporto) em 1996.